# ماریوش دموخوفسکی
ماریوش دموخوفسکی (لهستانی: Mariusz Dmochowski؛ ‏ ۲۹ اکتبر ۱۹۳۰ – ۷ اوت ۱۹۹۲) بازیگر اهل لهستان بود.
از فیلم‌ها یا برنامه‌های تلویزیونی که وی در آن نقش داشته‌است، می‌توان به قمار فوتبال، رانندگان جایگزین، ماجراهای میخاو، کنتس کوزل، ترازنامه سه‌ماهه، قماری بالاتر از زندگی، زخم، عروسک، استتار، سرهنگ وُوُدیوفسکی، او-بی، او-با: پایان تمدن و بدشانسی اشاره کرد.